# 真·少林傳奇 Online
真·少林傳奇 Online是由玩酷科技開發，由香港商雲起遊戲代理有限公司台灣分公司取得台灣代理權的3D動作回合戰鬥加角色扮演的線上遊戲，遊戲時代設定在少林寺最為興盛的隋唐時代。此遊戲於2007年5月22日正式公開測試。

## 伺服器合併計劃
經官方與台灣玩酷科技遊戲開發小組經過了討論和詳細評估，最後達成共識並於2007年10月5日為「波旬」及「嘉蘿」進行伺服器合併計劃。合併以後伺服器將更名稱為「達摩」。
經官方與台灣玩酷科技遊戲開發小組經過了討論和詳細評估，最後達成共識並於2007年12月x日為「梵天」及「達摩」進行伺服器合併計劃。合併以後伺服器將更名稱為「羅漢」。
經官方與台灣玩酷科技遊戲開發小組經過了討論和詳細評估，最後達成共識並約於2007年12月20日將對「長眉」、「開心」及「梁武」進行伺服器合併計劃。合併以後伺服器將更名稱為『世尊』。

## 三地合併
雲起與台灣玩酷科技遊戲開發小組經過了討論和詳細評估，最後達成共識將於2008年12月進行三地伺服器合併計劃。合併以後伺服器將更名稱為「十八羅漢」。

## 結束營運計劃
《真‧少林傳奇Online》在2010年4月19日中午12:00起正式關閉伺服器與遊戲官方網站並停止所有營運計劃。

## 外部連結
真·少林傳奇 Online （页面存档备份，存于）

真·少林傳奇 Online(香港) （页面存档备份，存于）